# They Knew Too Much About Flying Saucers
They Knew Too Much About Flying Saucers là cuốn sách phi hư cấu xuất bản năm 1956 của tác giả huyền bí Gray Barker. Đây là cuốn sách đầu tiên cho rằng "Men in Black" đang che đậy sự tồn tại của đĩa bay.

## Bối cảnh
Vào mùa hè năm 1947, phi công Kenneth Arnold báo cáo đã nhìn thấy những vật thể được gọi là đĩa bay; Báo cáo của Arnold đã gây ra một làn sóng bắt chước. Đến năm 1949, các tác giả như Frank Scully và Donald Keyhoe cho rằng bên Không quân biết nhiều về những cái đĩa hơn là họ tiết lộ công khai.
Năm 1952, nhà nghiên cứu UFO nghiệp dư Albert K. Bender thành lập Cục Đĩa bay Quốc tế, câu lạc bộ UFO dân sự lớn đầu tiên.  Grey Barker là một thành viên. Tháng 10 năm 1953, nhóm xuất bản số cuối cùng của bản tin, thông báo về việc giải tán tổ chức này. Số báo cuối cùng đưa tin rằng "Bí ẩn về đĩa bay không còn là bí ẩn nữa. Theo như nguồn tin cho biết thì bất kỳ thông tin nào về vụ việc đang được giữ kín theo lệnh từ một nguồn cấp cao hơn".
Tháng 4 năm 1956, University Books of New York City đã ấn hành They Knew Too Much About Flying Saucers, lời kể đầy kịch tính của Barker về sự tham gia của ông với IFSB.

## Tóm tắt
Cuốn sách tuyên bố nổi tiếng rằng Bender và các nhà điều tra UFO khác đã bị những kẻ lạ mặt vận bộ vest đen "bịt miệng".
Tác phẩm này bắt đầu từ mối quan tâm ban đầu của Barker đối với những chiếc đĩa bay trong cuộc điều tra "Quái vật Flatwoods" năm 1952 và những cuộc điều tra về chiếc đĩa bay sau đó của ông ở Brush Creek, California.
Barker mô tả sự quan tâm của mình đối với Bí ẩn Shaver và mấy cuốn tạp chí của Raymond Palmer, sau cùng đã khiến ông ấy trao đổi thư từ với Albert K. Bender và gia nhập "Cục Đĩa bay Quốc tế" của Bender. Theo lời kể, Bender nhận được mẫu kim loại được cho là từ một UFO, sau đó có ba kẻ lạ mặt bất chợt đến thăm ông, mỗi tên đều mặc đồ đen, đám người này đã tịch thu lại các bản tin của nhóm. Bender nhớ lại có một gã trong bọn họ đã nói với Barker rằng nghiên cứu của ông ấy là vô nghĩa, tuyên bố rằng "Trong chính phủ của chúng tôi, chúng tôi có những kẻ thông minh nhất đất nước. Họ khó mà biện minh về chuyện này. Làm sao ngài có thể làm được gì đây?" Trước khi họ khởi hành, một tên trong bọn họ bèn cảnh báo Bender: "Tôi cho rằng ngài biết là ngài rất vinh dự với tư cách là một người Mỹ. Nếu tôi nghe thấy lời nói nào khác thốt ra từ văn phòng của ngài thì ngài hãy liệu hồn đấy".
Barker kể lại câu chuyện năm 1947 về sự kiện đảo Maury, nơi có sự hiện diện của đĩa bay mà nhân chứng tuyên bố mình được một gã mặc đồ vest đen cảnh báo không được thảo luận về vụ việc. Barker suy đoán những chiếc đĩa bay này có thể có mối liên kết với Nam Cực hoặc hiện tượng yêu tinh quấy phá.  Barker liệt kê những người khác mà ông ấy tin rằng đã phải "giữ mồm giữ miệng", một số ở các quốc gia khác.

## Ảnh hưởng
They Knew Too Much About Flying Saucers đã nhanh chóng lọt vào danh sách bán chạy nhất năm 1956.
Học giả theo thuyết âm mưu Michael Barkun viết rằng 'người áo đen' (Men in Black) trong sách này "nhanh chóng trở thành một yếu tố chính trong văn hóa dân gian về UFO".
Nhà sử học Aaron Gulyas, mô tả cuốn sách là "một trong số ít cuốn sách về đĩa bay mà tôi có thể đọc đi đọc lại", lưu ý rằng "trong thập niên 1970, 1980 và 1990, những người theo thuyết âm mưu UFO kết hợp MIB vào quan điểm ngày càng phức tạp và hoang tưởng của họ".  Nhà sử học văn hóa dân gian Curtis Peebles gợi ý rằng câu chuyện về người áo đen của Barker có thể được lấy cảm hứng từ câu chuyện của "người tiếp xúc UFO" George Adamski về cuộc chạm trán với đám đặc vụ FBI.
Theo bài viết "Gray Barker: My Friend, the Myth-Maker" đăng trên tờ Skeptical Inquirer, có thể có "một phần sự thật" đối với các bài viết của Barker về Men in Black, trong đó các cơ quan chính phủ đã cố gắng ngăn cản sự quan tâm của công chúng đối với UFO trong thập niên 1950. Tuy vậy, Barker được cho là đã tô điểm rất nhiều cho sự thật trong tình huống này. Trong cùng một bài viết của Skeptical Inquirer, Sherwood tiết lộ rằng, vào cuối những năm 1960, ông và Barker đã hợp tác trong một thông báo hư cấu ngắn ám chỉ đến Men in Black, được xuất bản lần đầu trên tạp chí Flying Saucers của Raymond A. Palmer và một số ấn phẩm riêng của Barker. Trong câu chuyện này, Sherwood (viết là "Tiến sĩ Richard H. Pratt") kể lại rằng ông ấy đã bị "người áo đen" ra lệnh im lặng sau khi biết rõ UFO là cỗ máy du hành thời gian. Barker sau đó có viết cho Sherwood rằng "rõ ràng là người hâm mộ đã nuốt chửng chuyện này chỉ trong một ngụm".
Năm 1962, chính Bender là tác giả của một tài liệu viết về các sự kiện, Flying Saucers and the Three Men có mô tả "Men in Black" là thực thể siêu nhiên, lơ lửng trên sàn và phát ra luồng ánh sáng màu xanh lam.
The Knew Too Much About Flying Saucer đã ảnh hưởng đến nền văn hóa đại chúng thập niên 1990, đáng chú ý nhất là phim The X-Files và dòng phim Men in Black. Một tác giả đã ví The X-Files như một "phần phụ của thuyết phúc âm theo lời Barker".